# Aphelinoidea mariana
Aphelinoidea mariana är en stekelart som beskrevs av Doutt 1955. Aphelinoidea mariana ingår i släktet Aphelinoidea och familjen hårstrimsteklar. Inga underarter finns listade i Catalogue of Life.